# Macrobiotus naginae
Macrobiotus naginae — вид тихоходів родини Macrobiotidae. Описаний у 2022 році.

## Поширення
Відомий лише у Фінляндії. Його виявлено у піщаних дюнах у національному парку Рокуа у провінції Північна Пог'янмаа на півночі країни.

## Характеристика
Вид живе у піщаному ґрунті. Він має редуковані кінцівки і кігтики, що є адаптацією до пересування в обмеженому просторі між піщинками. Мешкає також в мохах і лишайниках.
Багато особин тварин виявлено у фекаліях равлика Arianta arbustorum. Було встановлено, що 1/3 усіх тихоходок, яких проковтнули равлики, виходили живими з випорожненнями, з піком на 2-й день після проковтування. За цей час равлик міг подолати близько 10 метрів. Це значна відстань для тихоходи менше 1 мм, на якій лише кілька міліметрів сухої ділянки завадять його руху. Більше того, равлики та тихоходи живуть в однакових багатих мохом і вологих середовищах існування; отже, після вивільнення з організму равлика, тихоходи продовжують нормально жити.